# 伊扎克·纳冯车站
耶路撒冷-伊扎克·纳冯车站（希伯來語：‎）是以色列耶路撒冷的一座客运火车站。
该站是特拉維夫－耶路撒冷鐵路东端终点站，是世界上最深的重型铁路客运站之一。其站體結構位于地下80（260英尺）深处。车站位于耶路撒冷國際會議中心附近，是主要公共交通枢纽的一部分，毗邻耶路撒冷中央巴士總站。旁边还有一座轻轨站，服务于耶路撒冷当前或未来的轻轨线路。
车站于2007年动工，并于2018年建成，工程造价5亿新谢克尔。

## 车站结构
入口处海拔815（2,674英尺），建筑面积60,000平方（650,000平方英尺），其中大部分位于地下。站台全长300（980英尺）。在遭到传统、生物或化学攻击时，该站可兼作避难所，为5,000人提供庇护。

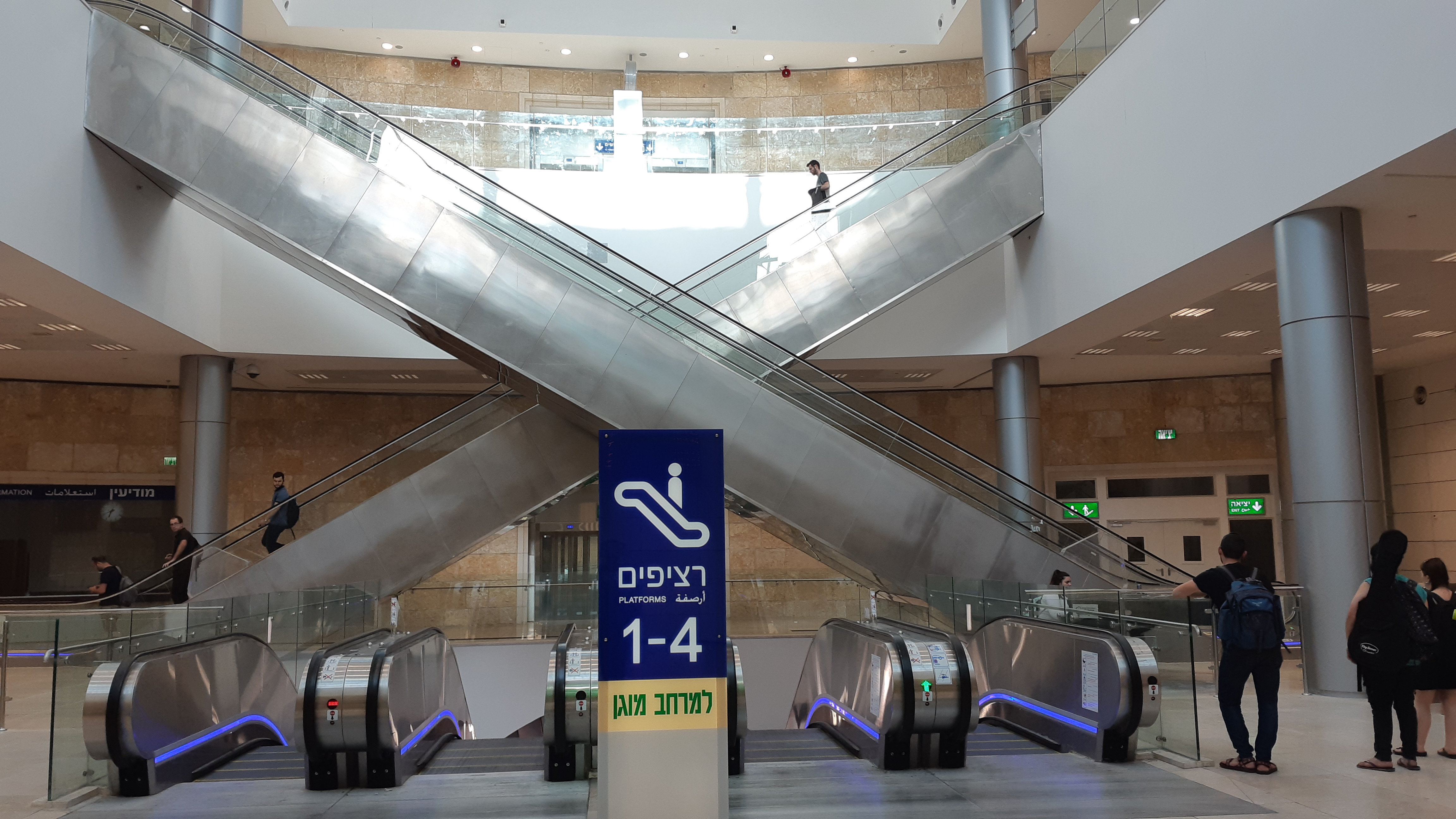
车站站厅
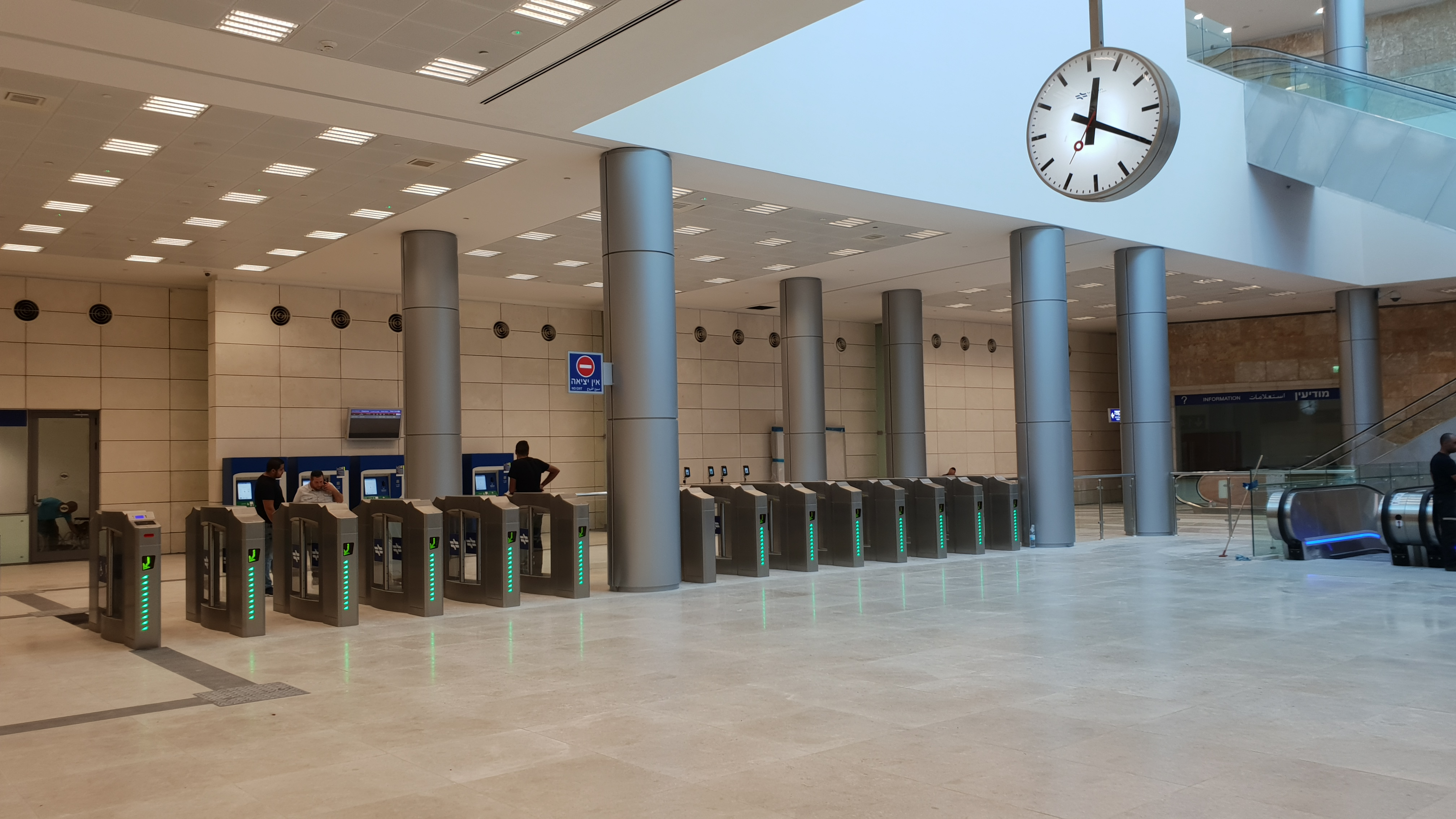
进出站闸机
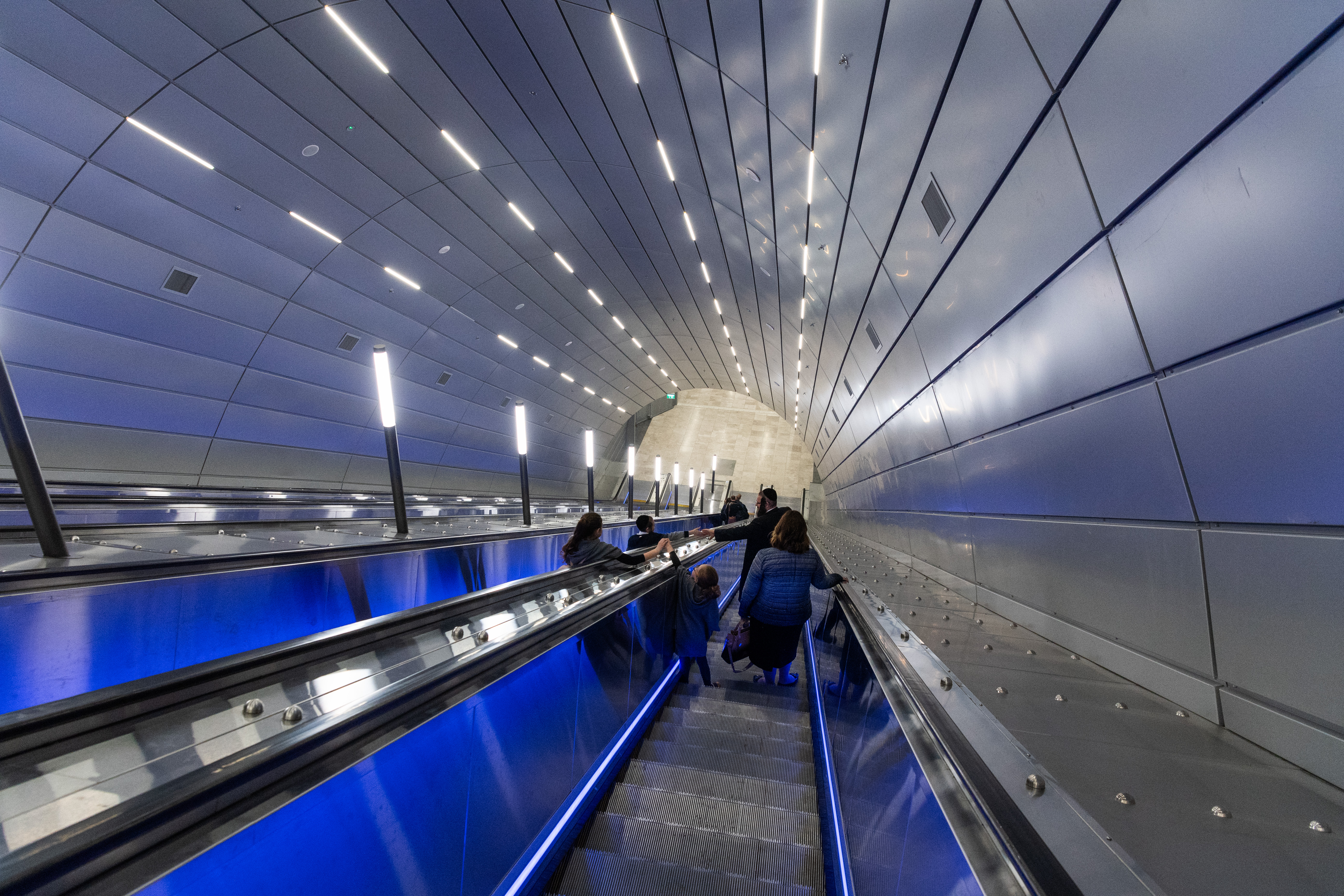
往站台夹层的自动扶梯
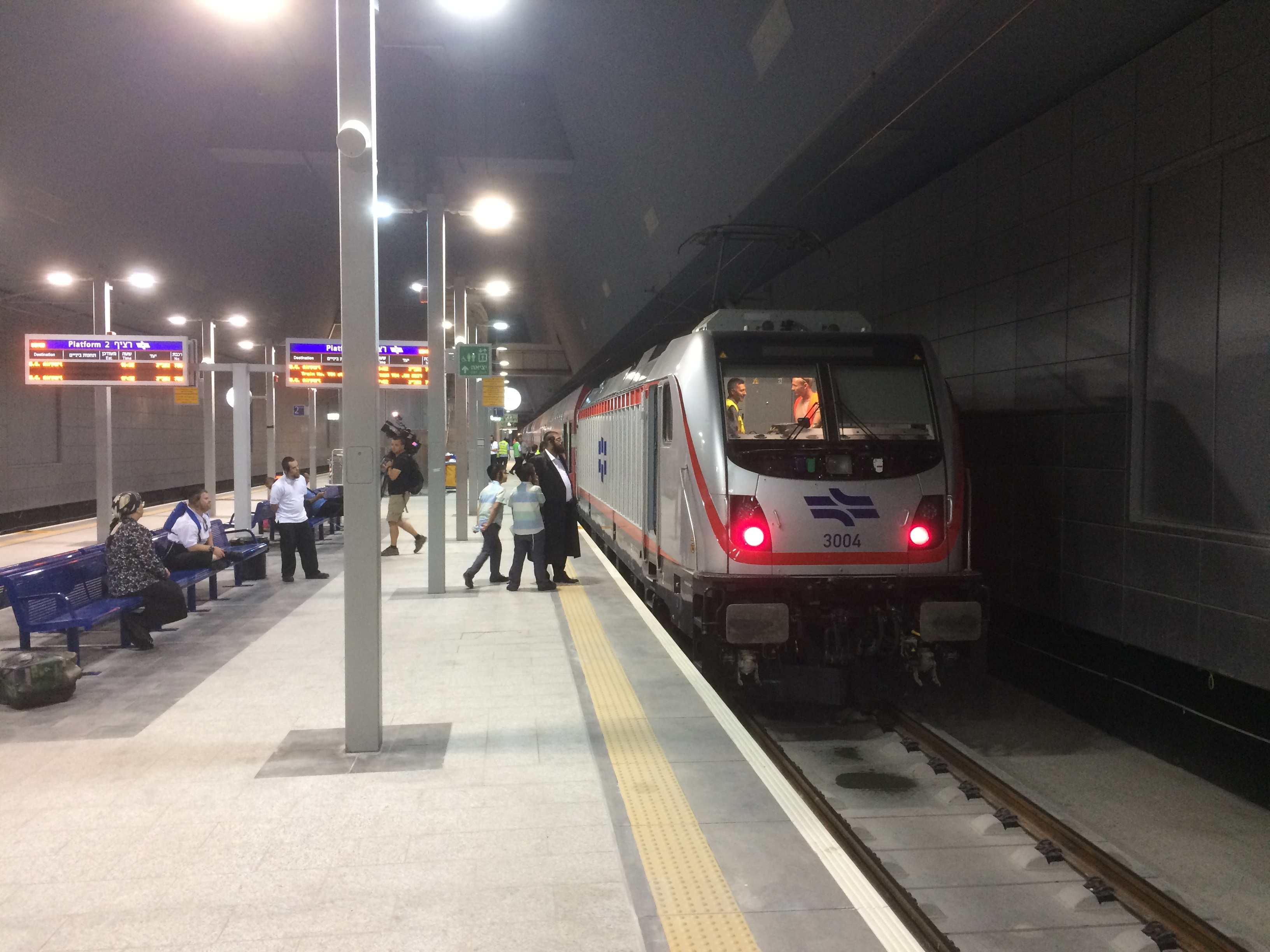
车站站台
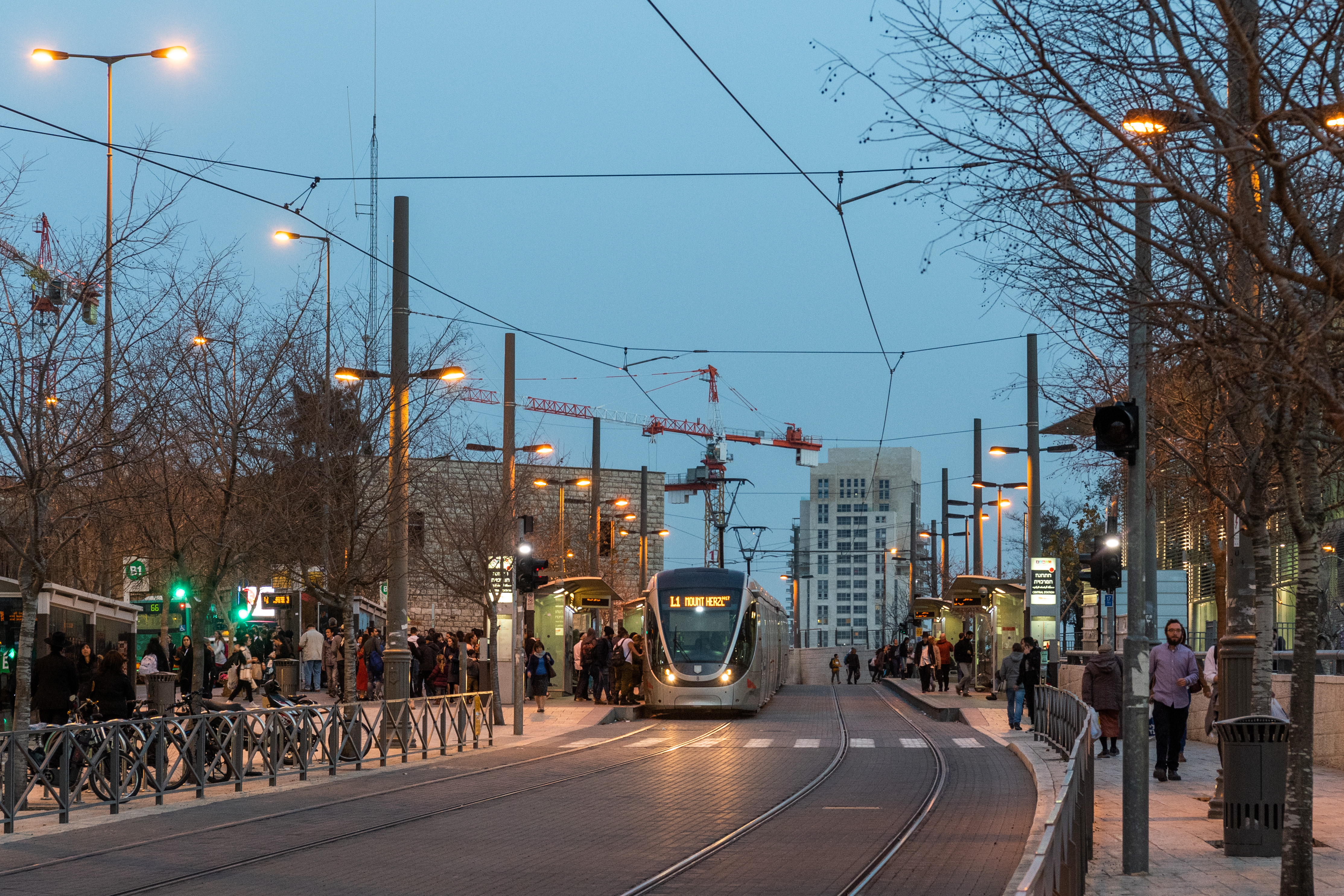
轻轨站台

| +1 | 地面     | 轻轨、巴士                                   | 轻轨、巴士                                                                                                |
| +1 | 轻轨站   | 耶路撒冷中央巴士總站                         | 耶路撒冷中央巴士總站                                                                                      |
| +1 | 轻轨站   | 侧式站台                                     | |
| +1 | 轻轨站   | 南行                                         | ← 红线往赫茨爾山 (Kiryat Moshe)                                                                           |
| +1 | 轻轨站   | 北行                                         | → 红线往Heil Ha-Avir (Ha-Turim) →                                                                         |
| +1 | 轻轨站   | 侧式站台                                     | |
| +1 | 轻轨站   | 纳冯车站入口                                 | |
| 0  | 入口     | 站前广场、安检、售票处、往中央巴士总站的地道 | 站前广场、安检、售票处、往中央巴士总站的地道                                                              |
| -1 | 站厅     | 验票机、售票机、站长室、商业                 | 验票机、售票机、站长室、商业                                                                              |
| -2 | 站台夹层 | 商业、儿童休息区                             | 商业、儿童休息区                                                                                          |
| -3 | 站台     | 1站台                                        | ← 赫兹利亚-耶路撒冷 往赫兹利亚（本-古里安机场） ← 宾亚米纳-耶路撒冷 往宾亚米纳（本-古里安机场、仅限夜间） |
| -3 | 站台     | 岛式站台                                     | |
| -3 | 站台     | 2站台                                        | ← 赫兹利亚-耶路撒冷 往赫兹利亚（本-古里安机场） ← 宾亚米纳-耶路撒冷 往宾亚米纳（本-古里安机场、仅限夜间） |
| -3 | 站台     | 3站台                                        | ← 赫兹利亚-耶路撒冷 往赫兹利亚（本-古里安机场）                                                           |
| -3 | 站台     | 岛式站台                                     | |
| -3 | 站台     | 4站台                                        | ← 耶路撒冷-莫迪因 往莫迪因中央车站（帕提莫迪因）                                                          |

- 车站站厅
- 进出站闸机
- 往站台夹层的自动扶梯
- 车站站台
- 轻轨站台